# Gustav Mayr
Pour les articles homonymes, voir Mayr.
Gustav Ludwig Mayr  (12 octobre 1830, Vienne - 14 juillet 1908, Vienne) est un entomologiste et professeur autrichien à Pest et à Vienne, grand spécialiste des hyménoptères et surtout des fourmis.

## Biographie
Il naît dans la famille d'un avocat, Ignaz Mayr, et de son épouse, née Rosalie Holzer. Après avoir terminé le lycée classique et étudié à la faculté de philosophie, Mayr entreprend des études de médecine à Vienne. Il est membre à partir de 1851 de la Société de botanique et de zoologie de Vienne (Zoologisch-Botanische Gesellschaft). Il est docteur en médecine en 1856, puis enseigne les sciences naturelles et la chimie dans des établissements secondaires à Pest, mais il perd son poste en 1861 à cause des lois de magyarisation qui interdisent l'enseignement en allemand dans les écoles secondaires hongroises. Il déménage à Vienne où il enseigne l'histoire naturelle dans une Oberrealschule, jusqu'à sa retraite en 1892. Le titre honorifique de conseiller impérial (kaiserlicher Rat) lui est alors décerné, après avoir reçu la croix du mérite d'or en 1876.
Mayr se passionne pour l'entomologie et en particulier pour les hyménoptères et se spécialise dans la systématique des fourmis. Une de ses collections d'hyménoptères rassemblant 1 350 espèces et représentant 5 500 spécimens environ est offerte par lui en 1896 au Muséum d'histoire naturelle de Vienne. Une autre collection de 2 180 espèces de fourmis, et d'autres collections d'insectes sont léguées par testament à la Société de botanique et de zoologie de Vienne qu'elle vend plus tard au Muséum, n'ayant pas les moyens de la conserver.
Entre 1862 et 1901, il a décrit cinquante-huit genres de fourmis (dont Acromyrmex, Anochetus, Aphaenogaster, Camponotus, Formicoxenus, Leptothorax, Monomorium, Tetramorium) et plus de cinq cents nouvelles espèces de fourmis. Il décrit aussi des collections uniques de fourmis fossiles conservées dans l'ambre de la Baltique (1868), de fourmis du Tibet rapportées par les expéditions de Przewalski et de fourmis du Turkestan récoltées par Alexeï Fedtchenko. C'est lui qui est chargé de la rédaction de la partie zoologique concernant les fourmis du rapport de voyage de l'expédition du Novara autour du monde (1857-1859).
Il travaille aussi sur les hémiptères. Sa collection comporte ainsi 2 960 espèces de chalcidoïdés, 923 sortes de Cynipidae et 1 350 d'hémiptères.
Une cinquantaine d'espèces d'hyménoptères portent l'épithète mayri et trois genres de fourmis lui sont dédiés :
- Mayria Forel (1879)
- Eumayria Ashmead (1887)
- Mayriella Forel (1902)

Gustav Mayr était membre des sociétés savantes suivantes :
- Zoologisch-Botanische Gesellschaft de Vienne (1851)
- Entomologischer Verein de Stettin (1852)
- Siebenburgischer Verein der Naturwissenschaften (1853) (Société des naturalistes de Trasylvanie)
- Geographische Gesellschaft de Vienne (1856)
- Société entomologique de Russie (1889)
- Verein für Naturkunde de Nassau (1853)
- Geologische Reichsanstalt de Vienne (1858)
- Deutsche entomologische Gesellschaft de Berlin (1881)
- American Entomology Society (1898)
- Sociedad Científica Antonio Alzate de Mexico (1903)
- Physikalisch-ökonomische Gesellschaft de Königsberg (1907)
- Nederlandse Entomologische Vereniging de Leyde (1867)
- Academy of natural sciences de Philadelphie (1879)
- Natural History Society de Glasgow (1880)
- Société royale belge d'entomologie (1886)

## Quelques publications
- Die europäischen Formiciden: mit einer lithographischen Tafel, 1861
- Formicidae (dans la partie zoologique du rapport de l'expédition du Novara), Vienne, 1865

- Die Ameisen des baltischen Bernsteins, Königsberg: Koch, 1868.
- Feigeninsecten, Vienne: Hölder, 1885.
- Formiciden aus Ceylon und Singapur, Természetrajzi Füzetek 20: pp. 420–436. (6 juin 1897)
- Südafrikanische Formiciden, gesammelt von Dr. Hans Brauns, Annalen des k.k. Naturhistorischen Hofmuseums Wien, 16: 1-30. (31 décembre 1901)

- Hymenopterologische Miscellen, Vienne: Hölder, 1902.
- Formiciden aus Ägypten und dem Sudan, 1903

## Source
- (ru) Cet article est partiellement ou en totalité issu de l’article de Wikipédia en russe intitulé « Майр, Густав » (voir la liste des auteurs).

- (de) Cet article est partiellement ou en totalité issu de l’article de Wikipédia en allemand intitulé « Gustav Mayr » (voir la liste des auteurs).

Mayr est l’abréviation habituelle de Gustav Mayr en zoologie.
Attention, cette abréviation est aussi utilisée pour : Ernst Mayr

Consulter la liste des abréviations d'auteur en zoologie ou la liste des taxons zoologiques assignés à cet auteur par ZooBank